# Campionati arabi di lotta 1979
I campionati arabi di lotta 1979 si sono svolti a Biserta, in Tunisia.

## Podi

### Lotta libera
| Evento | Oro                 | Argento                | Bronzo          |
| 48 kg  | M'Chaffa            | Mansour Douissi        | Naumen          |
| 52 kg  | Labnane             | Chaffai                | Salem Blel      |
| 57 kg  | Ali Laszkar         | Slaoui                 | Habib Lakhal    |
| 62 kg  | Khalifa Ben Naceur  | Khaled                 | Mokhar Fatouaki |
| 68 kg  | Moulak              | Ali                    | Jarrari         |
| 74 kg  | Abdelmajid Boufatit | Mohammed Farhan Jassem | Ladgam          |
| 82 kg  | Mehdi               | Jalloul                | Maghrebi        |
| 90 kg  | Jabeur Dridi        | Khalif                 | Lagha           |
| 100 kg | Ahmed Hamida        | Khalifa Ben Nasseur    | Safaa           |
| 130 kg | Ali Gharbi          | Farhan                 | Abdou           |

### Lotta greco-romana
| Evento | Oro                | Argento          | Bronzo          |
| 48 kg  | Hazem Abderrasoul  | Maddar           | Moamar          |
| 52 kg  | Lebnane Jouda      | Ben Smail        | Ali Dridi       |
| 57 kg  | Selmon             | Guechari         | Chedly Nefzaoui |
| 62 kg  | Abdou Jamal        | Gassoum          | Ahmed Gharbi    |
| 68kg   | Mohamed Adessattar | Allelli          | Chelabi         |
| 74 kg  | Felfel             | Med Naouar       | Gassoum         |
| 90 kg  | Safaa              | Abdallah R’Houma | Nouri           |
| 100 kg | Nesr               | Habib Cheikh     | Lagha           |
| 130 kg | Ali Gharbi         | Farhan           | Abdou           |